# مقطوعة

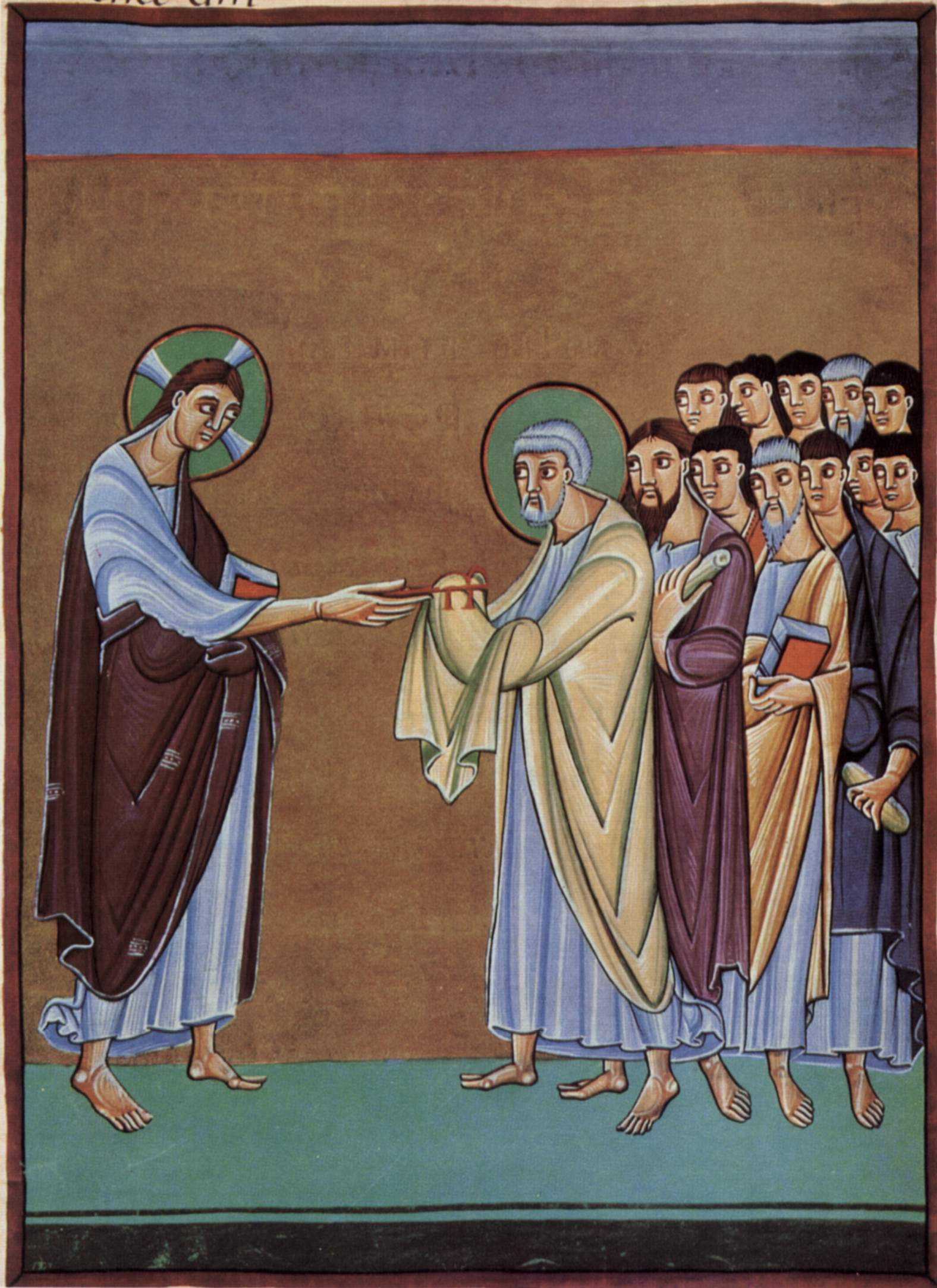
كتاب مقطوعات هنري الثاني، بطرس يتلقى مفاتيح الملكوت

مقطوعة (باليونانية. περιϰοπή بيركوبه - تعني "قطعة حَلَقيّة"، مشتقة من περικόπτειν - انتزاع دائري")، وتسمى كابيتولا Capitula بلغة القرون الوسطى اللاتينية، هي مقطوعات أو فصول من الكتاب المقدس مخصصة للقراءة في العبادات.

## النشوء
في ليتورجيا الكنيسة الكاثوليكية ، جرى التمييز منذ القرن 12م في مقطوعات القراءات بين تلك المسماة رسائليات (Epistolae) ووبين الأخرى المسماة الأنجيليات.
كانت قراءات الكتاب المقدس في المسيحية المبكرة والتي انتقلت من الكنيس إلى الكنيسة بادئ الأمر قراءة مستمرة لنص الكتاب المقدس ( lectio continua)، ومنذ القرن الخامس صارت عبارة عن تلاوة مقاطع مختارة (lectio selecta) وذلك بالتوافق مع فكرة السنة الكنيسة على نحو متزايد. ومن أجل تثبيت الاختيارات وتمكين العثور على المقاطع في نص الكتاب المقدس الكامل، وضعت فهارس مقطوعات لأول مرة وفقًا لترتيب أعياد السنة الكنسية وأضيفت إلى نص الكتاب المقدس الكامل الذي قُرأت منها التلاوة. وسميت هذه القوائم «مراسيم» capitularia أو كتاب مفصل Liber comitis، إذ أن كلمة comitis كومنتيس صيغة صفة لفاصلة «أو فصل، قسم، مقطع». وعبر تغيير دلالة الصيغة التي على ما يبدو لم تعد مفهومة سميت كذلك كومِس Comes (أي مرافق).
من خلال إنشاء فهرس مواضع المقطوعات ككتاب مستقلا وكتابة مقطوعة النص المراد قراءته لكل موضع، نشاء عن فهارس المقطوعات منذ القرن السابع كتاب القراءات، ثم حل محل نص الكتاب المقدس الكامل بشكل متزايد كمستند للقراءة.
أقدم توثيق عن كتاب خاص بالقراءات هو إشارة ترد عند جناديوس من ماسيليا Gennadius Massiliensis إلى عمل أنتج بناءً على طلب الأسقف فينيريوس Venerius من مرسيليا، الذي توفي عام 452 م، على الرغم من وجود إشارات من القرن الثالث الميلادي للقراء الليتورجيين كمهمة خاصة في منطومة رجال الدين.
يحتوي كتاب قراءات كامل Lectionarium على قراءات رسائلية («مجموعة من الرسائل») وقراءات انجيلية (، وتسمى أيضا «كتاب قراءات» بالمعنى الضيق، أي جمع المقطوعات الإنجيلية)، وكلا النوعين يمكن أن توجد ككتب منفصلة، وفي الأدبيات يشار إليها أحيانًا على أنها كتاب القراءات كذلك. منذ القرن الثامن غالبًا ما تم الجمع بين كتاب القراءات وكتب ليتورجية أخرى، خاصةً مع كتاب سكرامنتاريوم Sacramentarium وبعد ذلك مع غرادوال graduale، وجعلها كتاب قداس Missale، مما أدى إلى تراجع كتاب القراءات إلى حد كبير في أواخر العصور الوسطى. يعد كتاب مقطوعات هنري الثاني (Pericopes of Henry II) أحد أشهر كتب المقطوعات، ومُضمن في سجل ذاكرة العالم منذ عام 2003.
التطور حتى وقت شارلمان يعود إلى حد كبير إلى وجود ذخيرة مقررة من المقطوعات الأنجيلية والمقطوعات الرسائلية لجميع أيام الأحد وأيام العيد في السنة الكنسية للكنيسة الكاثوليكية.
حافظ مارتن لوثر عليها مع بعض التغييرات، بينما بشر اولريش زفينغلي مباشرة من إنجيل متى عندما ظهر للمرة الأولى في الإصلاح عام 1519. من ناحية أخرى، أعطت الكنيسة البروتستانتية خطباءها حرية اختيار المقطوعات. في الكنيسة الإنجيلية اللوثرية أيضًا، بذلت محاولات مؤخرًا بتسلسلات مختارة حديثًا من أقسام الكتاب المقدس.

## مقطوعات في الكنيسة الكاثوليكية الرومانية
وفقًا لقواعد قراءة الكنيسة الكاثوليكية ليوم الأحد، تتم قراءة أهم مقاطع في الكتاب المقدس بوتيرة من كل ثلاث سنوات. وبالنسبة لأيام الأسبوع، يوجد ترتيب قراءة خاص، يوفر، بغض النظر عن الأزمنة البارزة للمجيء والصوم، وبعض الأيام المقدسة، عامين من القراءة، ولكل منهما نفس القراءات الأنجيليات.

## أدبيات
- كارل هاينريش بيريتز: عام الكنيسة. الاحتفالات والأعياد التذكارية والعامة في الماضي والحاضر. الثالث الطبعة. CH Beck، Munich 1991، ISBN 3-406-34039-3 (Beck'sche Reihe 447).
- بيتر C. Bloth : و Pericopes. In: Hans-Christoph Schmidt-Lauber، Michael Meyer-Blanck، Karl-Heinrich Bieritz (ed.): دليل القداس. العلم الليتورجي في اللاهوت وممارسة الكنيسة. 3rd الطبعة المنقحة تماما واستكمالها. Vandenhoeck & Ruprecht، Goettingen 2003، ISBN 3-525-57210-7، pp. 720–730.
- بيتر سي بلوت: قراءة الكتاب المقدس. أنا: المسيحية. في: جيرهارد مولر وآخرون (إد.): الموسوعة اللاهوتية. المجلد 30: صموئيل الروح. de Gruyter، Berlin et al. 1999، ISBN 3-11-016243-1، pp. 520–558.
- راينهارد براندهورست: قراءة الكتاب المقدس في سنة الكنيسة. كتابي لكل يوم. دار النشر اللوثرية، هانوفر 1997، ردمك 3-7859-0744-3 (خدمة سلسلة 19).
- ماتياس كريستيانسن): تقويم الخبر السار. رفيق خلال العام الكنيسة. دار النشر مونسنشتاين وفانردات، مونستر 2006، ردمك 3-86582-219-3.
- كتاب الخدمة الإنجيلية. الثالث الطبعة. طبعة الجيب. جمعية الكتاب المقدس الإنجيلية الرئيسية، برلين 2005، ردمك 3-7461-0141-7.
- Elmar Nübold
- مينولف شوماخر: بريكوبس. في: جان ديرك مولر (ed.): قاموس حقيقي للدراسات الأدبية الألمانية. المجلد 3: P - Z. المراجعة (الطبعة الثالثة المنقحة). de Gruyter، Berlin et al. 2003، ISBN 3-11-015664-4، pp. 43–45 (digitized).

## روابط الويب
- ستيفان جيريج: بريكوبس. In: Michaela Bauks، Klaus Koenen، Stefan Alkier (ed.): موسوعة الكتاب المقدس العلمية على شبكة الإنترنت (WiBiLex)، شتوتغارت 2006 وما يليها.
- عام الكنيسة معلومات عن سنة الكنيسة الإنجيلية (صفحة خاصة)
- معلومات عن الكنيسة الكاثوليكية العام
- تجميع لأوامر القراءة الحالية والتاريخية.)
- قراءة اللوائح للكنيسة الشعبية الدنماركية
- ترتيب قراءة الكنيسة الإنجيلية اللوثرية في فنلندا